# Stefan Hedlund (ishockeyspelare född 1975)
Stefan Hedlund, född 30 maj 1975 i Luleå, är en svensk ishockeytränare och före detta professionell ishockeyspelare.